# Akaza Naoyasu
Akaza Naoyasu est un nom japonais traditionnel ; le nom de famille (ou le nom d'école), Akaza, précède donc le prénom (ou le nom d'artiste).
Akaza Naoyasu (赤座 直保, ?-1606) est un daimyo de l'époque Azuchi Momoyama, au service de Toyotomi Hideyoshi. Il est aussi connu sous les noms de « Kyūbei » (久兵衛) et de « Yoshiie » (吉家), et porte le titre de Bingo-no-kami (備後守). Son père, Akaza Naonori (赤座 直則), un obligé d'Oda Nobunaga, meurt au combat lorsqu'Akechi Mitsuhide attaque et tue Nobunaga au Honnō-ji (voir incident du Honnō-ji).
Naoyasu sert alors Toyotomi Hideyoshi. Il prend part aux combats qui permettent de s'emparer des châteaux d'Iwatsuki et Oshi dans la province de Musashi au siège d'Odawara et reçoit 20 000 koku. Après cela, pendant qu'il est basé à Imajo dans la province d'Echizen, il soutient Kobayakawa Hideaki et Horio Yoshiharu.
En 1600, à la bataille de Sekigahara, il est sous les ordres d'Ōtani Yoshitsugu qui commande une partie des forces d'Ishida Mitsunari. Cependant, profitant de la trahison de Kobayakawa Hideaki, il change de camp avec Wakisaka Yasuharu, Kutsuki Mototsuna et Ogawa Suketada. Ensemble, ils défont les forces de Yoshitsugu. Après la bataille, Tokugawa Ieyasu ne reconnaît pas les mérites de Naoyasu et saisit son domaine. À cause de cela, Naoyasu devient obligé de Maeda Toshinaga et reçoit une allocation de 7 000 koku.
En 1606, alors qu'il surveille la rivière Daimon inondée dans la province d'Etchu, il tombe de cheval et se noie. Son fils Akaza Takaharu (赤座孝治), qui lui survit, change son nom de famille pour celui de Nagahara (永原) et se fait obligé de la famille Maeda du domaine de Kaga. La famille reste obligée des Maeda jusqu'à la restauration de Meiji.

## Source de la traduction
- (en) Cet article est partiellement ou en totalité issu de l’article de Wikipédia en anglais intitulé « Akaza Naoyasu » (voir la liste des auteurs).